# Айзък Мериън
Айзък Мериън (на английски: Isaac Marion) е американски писател на бестселъри в жанра фентъзи, хорър и любовен роман.

## Биография
Айзък Мериън е роден на 30 декември 1981 г. в Маунт Върнън, Вашингтон, САЩ. Прекарва живота си в района на Сиатъл. До 14-годишна възраст живее със семейството си в превърнат в къща гараж за мотоциклети, която е разрушена от общинските власти. Тогава именно той започва да пише. Обича също да рисува и да се занимава с музика.
Не учи в колеж. Занимава се е с инсталацията на топлопроводи, охраната на електроцентрали, доставката на смъртни легла за хоспис пациенти и организирането на родителски посещения при деца – сираци.
През 2008 г., с финансовата помощ на брат си, Мериън публикува първата си книга – романа „The Inside“. През същата година писателят, заедно с илюстраторката Сара Музи, публикува за своя сметка в 50 екземпляра графичната новела „Анна“, в който се разказва за момиче-привидение, което се влюбва в жив човек.
През 2010 г. Мериън публикува романа си „Топли тела“ – любовна зомби история въз основа на историята за Ромео и Жулиета, в който зомбито R се завръща към човечността благодарение на своята любима Джули. Романът достига 5-о място в списъка за бестселъри на вестник „Ню Йорк Таймс“, като получава одобрението на литературната критика. Преведен е на повече от 25 езика по света. Към него авторът пише и специална музика, която е издадена в албума „Мъртви деца“ през 2007 г. През 2013 г. книгата е екранизирана в успешния американски кинофилм „Топли тела“ с участието на Никълъс Холт, Тереза Палмър и Джон Малкович.
През 2013 г. като електронна книга е публикувана предисторията на „Топли тела“ – романа „Новият глад“ (The New Hunger).
През 2017 и 2018 г. излизат другите две книги от поредицата: „Горящият свят" (The Burning World) и „Живите“ (The Living). На основата на първата през 2017 г. излиза американският кинофилм „Горящият свят“, режисиран от Джонатан Ливайн.
През 2010 г. излиза американският късометражен филм „Достатъчна стая“ (Room Enough) на основата на разказа от 2009 г. на Мериън „Достатъчна стая в този град“ (Room Enough In This Town).
Айзък Мериън живее в Оркас Айлънд, Вашингтон и свири в Сиатъл с групата си Thing Quartet. Не е женен и няма деца. Обича да пътува със своя кемпер, наречен „Китова кост“. Занимава се с фотография и рисуване.

## Избрани произведения

### Серия „Топли тела“ (Warm Bodies)
1. Warm Bodies (2010)
Топли тела, изд. „Студио Арт Лайн“ (2011), прев. Майре Буюклиева, ISBN 978-954-2908-08-1
2. The Burning World (2017)
3. The Living (2018)

## Екранизации
- 2010 Room Enough
- 2013 Топли тела, Warm Bodies
- 2017 The Burning World